# Mate Anastasia
En el juego ajedrez, el mate anastasia es una combinación de movimientos finales para hacer jaque mate al Rey. El nombre de este mate es más bien enigmático. Proviene de la novela Anastasie und das Schachspiel, Brief aus Italien, (Anastasia y el juego de ajedrez, carta desde Italia) obra del poeta alemán Wilhelm Heinse, publicada en 1803.
Se produce con un ataque coordinado de torre o dama y caballo y éste controlará la casilla de escape del rey.

## Jugadas
En la imagen de ejemplo, juegan las blancas y se produce el mate de esta manera:
```
1.Ce7+ Rh8 2.Dxh7+ Rxh7 3.Th1#
```

Otro ejemplo:

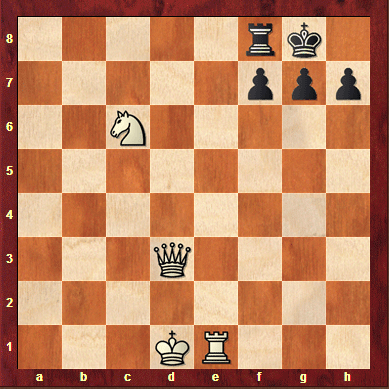
El mate Anastasia se caracteriza por la combinación del caballo que cierra los escapes y el último movimiento de una torre o dama que ataca en columna.

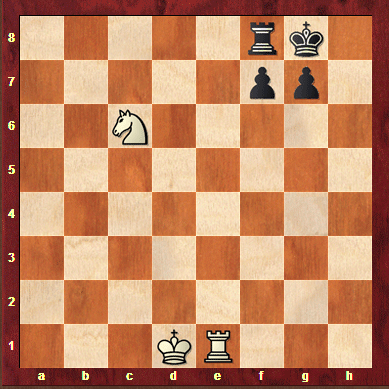

En la posición adjunta, las blancas dan jaque con el caballo, obligando al negro a jugar Rh7 en una tentativa de escaparse. Sin embargo, la blancas pueden dar mate jugando Th1. La torre ataca por la columna, mientras el caballo impide al rey negro escaparse a g8 o g6. Como es evidente, el peón blanco de la columna h no debe estar para dejar paso libre a la jugada final.
Este mate suele aparecer con relativa frecuencia tras un sacrificio de pieza en h7 (o h2 en caso de que la ejecución del mate sea por parte de las negras). No siempre es necesaria la participación de la Reina, en ocasiones el sacrificio de la pieza que amenaza se realiza con un Alfil.
No es difícil este mate en partidas de torneos, en especial cuando los contendientes han realizado enroques en flancos opuestos, es decir, las blancas han enrocado largo y las negras corto, o viceversa.
Otra interesante ejemplo, extraído de una partida de ajedrez real disputada entre un ajedrecista anónimo y el alemán Kurt Richter, uno de los creadores de la variante Richter-Rauzer de la defensa siciliana, es la que muestra el tercer diagrama. En esta posición mostrada en la imagen, Richter tenía clavada su dama, pero la aplicación del mate de Anastasia después de un intenso intercambio de piezas le permitió hacerse con la victoria. En este caso es aplicado por las negras.
```

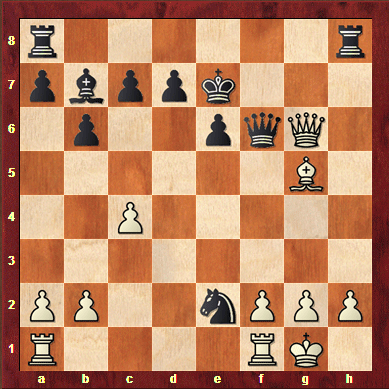
El mate Anastasia se caracteriza por la combinación del caballo que cierra los escapes y el último movimiento de una torre o dama que ataca en columna. En este ejemplo juegan las negras y acaban de poner en jaque al rey blanco

1... Ce2+ 2. Rh1 Txh2+ 3. Rxh2 Th8+ 4. Dh6 Txh6+ 5. Axh6 Dxh6#
```

## Desigualdades
A pesar de ser conocido ampliamente bajo esta forma, el libro de Wilhelm Heinse contiene distintas posiciones y no termina de estar claro cuál de ellas es el mate de Anastasia. En este otro caso las jugadas del mate son:
```
1.Dc5+ dxc5 2.Td8#
```

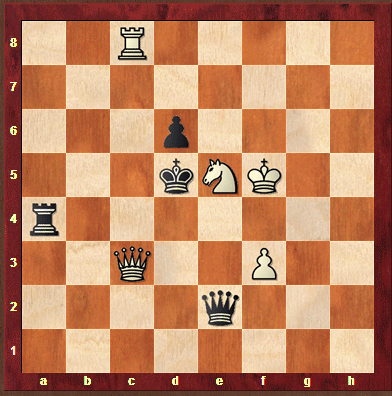
Este ejemplo es diferente, y también aparece en el libro de Wilhelm Heinse

A pesar de ser diferentes las posiciones, comparten el mismo principio del caballo bloqueando dos rutas de escape, bloqueo en parte de los propios peones, y una jugada final de ataque recto a través de una columna. La principal diferencia aquí es que no está realizado en las columnas del borde, y el caballo debe estar protegido para poder iniciar.
Este último ejemplo de una partida real Meo - Guistolisi (Roma, 1969), se presenta como un problema de ajedrez. Las negras juegan, y se produce el mate en 3 jugadas:

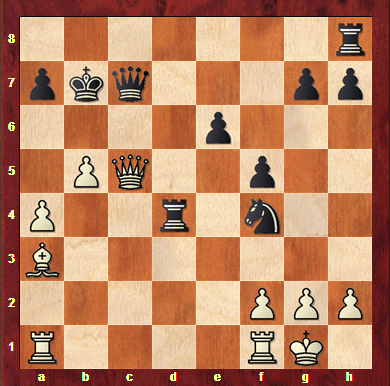
En este ejemplo de mate Anastasia hay sacrificio de Dama